# Elecciones estatales de Coahuila de 2013
Las Elecciones estatales de Coahuila de 2013 se llevaron a cabo el domingo 7 de julio de 2013, y en ellas serán renovados los siguientes cargos de elección popular en el estado mexicano de Coahuila:
- 38 ayuntamientos. Compuestos por un Presidente Municipal y regidores, electos para un periodo de cuatro años no reelegibles para el periodo inmediato.

## Resultados electorales

### Ayuntamientos
|  | 36.44 % |

|  | 43.03 % |

|  | 3.94 % |

|  | 1.82 % |

|  | 1.94 % |

|  | 1.72 % |

|  | 0.71 % |

|  | 1.58 % |

|  | 2.30 % |

|  | 2.90 % |

|  | 0.23 % |

|  | 0.38 % |

|  | 0.11 % |

|  | 97.42 % |

|  | 2.57 % |

|  | 53.90 % |

### Río Grande

#### Ayuntamiento de Acuña
|  | 9.75 % |

|  | 43.06 % |

|  | 1.58 % |

|  | 0.52 % |

|  | 1.01 % |

|  | 35.50 % |

|  | 0.69 % |

|  | 0.09 % |

|  | 0.56 % |

|  | 0.24 % |

|  | 1.43 % |

|  | 0.32 % |

|  | 97.62 % |

|  | 2.38 % |

|  | 54.47 % |

|  | 45.53 % |

#### Ayuntamiento de Guerrero
|  | 36.87 % |

|  | 54.27 % |

|  | 0.61 % |

|  | 0.84 % |

|  | 0.15 % |

|  | 0.92 % |

|  | 0.92 % |

|  | 0.84 % |

|  | 0.61 % |

|  | 0.15 % |

|  | 99.24 % |

|  | 0.76 % |

|  | 75.95 % |

|  | 24.05 % |

#### Ayuntamiento de Hidalgo
|  | 88.05 % |

|  | 1.29 % |

|  | 3.88 % |

|  | 0.16 % |

|  | 0.00 % |

|  | 0.48 % |

|  | 93.22 % |

|  | 6.78 % |

|  | 60.86 % |

|  | 39.14 % |

#### Ayuntamiento de Jiménez
|  | 29.60 % |

|  | 61.91 % |

|  | 2.84 % |

|  | 0.37 % |

|  | 0.20 % |

|  | 0.16 % |

|  | 0.06 % |

|  | 0.06 % |

|  | 0.02 % |

|  | 0.06 % |

|  | 97.69 % |

|  | 2.31 % |

|  | 64.05 % |

|  | 35.95 % |

#### Ayuntamiento de Piedras Negras
|  | 32.14 % |

|  | 50.23 % |

|  | 5.41 % |

|  | 1.24 % |

|  | 2.01 % |

|  | 0.29 % |

|  | 0.69 % |

|  | 0.10 % |

|  | 0.16 % |

|  | 0.21 % |

|  | 0.35 % |

|  | 0.16 % |

|  | 97.52 % |

|  | 2.48 % |

|  | 42.69 % |

|  | 57.30 % |

### Cinco manantiales

#### Ayuntamiento de Allende
|  | 44.41 % |

|  | 46.84 % |

|  | 0.34 % |

|  | 0.15 % |

|  | 0.39 % |

|  | 1.21 % |

|  | 0.05 % |

|  | 0.02 % |

|  | 0.04 % |

|  | 0.08 % |

|  | 97.65 % |

|  | 2.35 % |

|  | 61.38 % |

|  | 38.62 % |

#### Ayuntamiento de Morelos
|  | 57.99 % |

|  | 35.56 % |

|  | 0.04 % |

|  | 0.07 % |

|  | 0.00 % |

|  | 0.53 % |

|  | 0.02 % |

|  | 0.02 % |

|  | 0.00 % |

|  | 0.04 % |

|  | 98.66 % |

|  | 1.34 % |

|  | 73.79 % |

|  | 26.21 % |

#### Ayuntamiento de Nava
|  | 29.16 % |

|  | 29.04 % |

|  | 9.45 % |

|  | 0.22 % |

|  | 28.53 % |

|  | 0.79 % |

|  | 0.09 % |

|  | 0.04 % |

|  | 0.04 % |

|  | 0.10 % |

|  | 98.78 % |

|  | 1.22 % |

|  | 65.45 % |

|  | 34.55 % |

#### Ayuntamiento de Villa Unión
|  | 55.96 % |

|  | 37.77 % |

|  | 0.83 % |

|  | 0.03 % |

|  | 0.09 % |

|  | 0.31 % |

|  | 0.03 % |

|  | 0.14 % |

|  | 0.03 % |

|  | 0.09 % |

|  | 98.90 % |

|  | 1.10 % |

|  | 72.53 % |

|  | 27.46 % |

#### Ayuntamiento de Zaragoza
|  | 40.74 % |

|  | 42.15 % |

|  | 3.62 % |

|  | 0.18 % |

|  | 0.32 % |

|  | 0.26 % |

|  | 0.06 % |

|  | 0.10 % |

|  | 0.05 % |

|  | 98.15 % |

|  | 1.85 % |

|  | 64.39 % |

|  | 35.61 % |

### Región Carbonífera

#### Ayuntamiento de Juárez
|  | 13.46 % |

|  | 42.34 % |

|  | 25.53 % |

|  | 0.37 % |

|  | 11.98 % |

|  | 0.19 % |

|  | 0.09 % |

|  | 0.00 % |

|  | 0.00 % |

|  | 0.00 % |

|  | 99.08 % |

|  | 0.92 % |

|  | 81.36 % |

|  | 18.63 % |

#### Ayuntamiento de Múzquiz
|  | 8.75 % |

|  | 57.63 % |

|  | 1.41 % |

|  | 1.85 % |

|  | 2.16 % |

|  | 3.95 % |

|  | 7.50 % |

|  | 1.36 % |

|  | 0.53 % |

|  | 0.56 % |

|  | 7.39 % |

|  | 2.69 % |

|  | 0.25 % |

|  | 97.45 % |

|  | 2.55 % |

|  | 57.85 % |

|  | 42.15 % |

#### Ayuntamiento de Progreso
|  | 43.95 % |

|  | 50.85 % |

|  | 1.01 % |

|  | 0.05 % |

|  | 0.09 % |

|  | 0.27 % |

|  | 0.00 % |

|  | 0.00 % |

|  | 0.00 % |

|  | 0.05 % |

|  | 98.51 % |

|  | 1.49 % |

|  | 76.89 % |

|  | 23.11 % |

#### Ayuntamiento de Sabinas
|  | 38.89 % |

|  | 40.75 % |

|  | 0.40 % |

|  | 0.39 % |

|  | 2.84 % |

|  | 1.26 % |

|  | 7.20 % |

|  | 1.33 % |

|  | 0.08 % |

|  | 0.04 % |

|  | 0.03 % |

|  | 97.57 % |

|  | 2.43 % |

|  | 59.71 % |

|  | 40.28 % |

#### Ayuntamiento de San Juan de Sabinas
|  | 44.98 % |

|  | 47.42 % |

|  | 0.57 % |

|  | 1.63 % |

|  | 0.85 % |

|  | 0.87 % |

|  | 0.04 % |

|  | 1.20 % |

|  | 0.02 % |

|  | 1.07 % |

|  | 0.06 % |

|  | 0.05 % |

|  | 97.95 % |

|  | 2.05 % |

|  | 60.51 % |

|  | 39.49 % |

### Región Desierto

#### Ayuntamiento de Cuatrociénegas
|  | 6.83 % |

|  | 46.83 % |

|  | 43.58 % |

|  | 0.08 % |

|  | 0.35 % |

|  | 0.02 % |

|  | 0.03 % |

|  | 0.73 % |

|  | 0.03 % |

|  | 0.02 % |

|  | 0.02 % |

|  | 0.03 % |

|  | 98.54 % |

|  | 1.46 % |

|  | 69.43 % |

|  | 30.57 % |

#### Ayuntamiento de Lamadrid
|  | 20.62 % |

|  | 40.62 % |

|  | 1.17 % |

|  | 0.08 % |

|  | 2.88 % |

|  | 31.91 % |

|  | 0.08 % |

|  | 0.78 % |

|  | 0.31 % |

|  | 0.23 % |

|  | 0.62 % |

|  | 0.00 % |

|  | 98.85 % |

|  | 1.15 % |

|  | 83.71 % |

|  | 16.29 % |

#### Ayuntamiento de Nadadores
|  | 54.82 % |

|  | 37.61 % |

|  | 0.28 % |

|  | 0.11 % |

|  | 1.93 % |

|  | 0.03 % |

|  | 1.93 % |

|  | 0.06 % |

|  | 0.00 % |

|  | 0.91 % |

|  | 0.00 % |

|  | 99.37 % |

|  | 0.63 % |

|  | 75.42 % |

|  | 24.57 % |

#### Ayuntamiento de Ocampo
|  | 11.66 % |

|  | 46.62 % |

|  | 1.45 % |

|  | 0.36 % |

|  | 36.69 % |

|  | 0.43 % |

|  | 0.76 % |

|  | 0.05 % |

|  | 0.00 % |

|  | 0.19 % |

|  | 0.00 % |

|  | 97.41 % |

|  | 2.59 % |

|  | 61.55 % |

|  | 38.45 % |

#### Ayuntamiento de Sacramento
|  | 43.16 % |

|  | 51.47 % |

|  | 0.06 % |

|  | 0.12 % |

|  | 0.00 % |

|  | 1.31 % |

|  | 0.00 % |

|  | 0.00 % |

|  | 0.00 % |

|  | 0.00 % |

|  | 99.19 % |

|  | 0.81 % |

|  | 88.73 % |

|  | 11.26 % |

#### Ayuntamiento de San Buenaventura
|  | 41.18 % |

|  | 45.56 % |

|  | 2.94 % |

|  | 0.17 % |

|  | 1.97 % |

|  | 2.22 % |

|  | 0.11 % |

|  | 3.64 % |

|  | 0.02 % |

|  | 0.02 % |

|  | 0.02 % |

|  | 0.01 % |

|  | 98.59 % |

|  | 1.41 % |

|  | 60.09 % |

|  | 39.90 % |

#### Ayuntamiento de Sierra Mojada
|  | 5.27 % |

|  | 68.53 % |

|  | 0.00 % |

|  | 0.05 % |

|  | 22.93 % |

|  | 0.05 % |

|  | 0.14 % |

|  | 0.09 % |

|  | 0.00 % |

|  | 0.05 % |

|  | 0.00 % |

|  | 99.10 % |

|  | 0.90 % |

|  | 57.88 % |

|  | 42.12 % |

### Región Centro

#### Ayuntamiento de Abasolo
|  | 45.04 % |

|  | 50.33 % |

|  | 0.00 % |

|  | 0.00 % |

|  | 2.64 % |

|  | 0.00 % |

|  | 0.77 % |

|  | 0.00 % |

|  | 0.00 % |

|  | 0.00 % |

|  | 0.00 % |

|  | 99.78 % |

|  | 2 % |

|  | 80.46 % |

|  | 19.54 % |

#### Ayuntamiento de Candela
|  | 32.10 % |

|  | 62.97 % |

|  | 0.34 % |

|  | 0.07 % |

|  | 0.41 % |

|  | 0.62 % |

|  | 0.07 % |

|  | 0.00 % |

|  | 0.00 % |

|  | 0.62 % |

|  | 99.39 % |

|  | 0.61 % |

|  | 86.42 % |

|  | 13.58 % |

#### Ayuntamiento de Castaños
|  | 23.42 % |

|  | 36.81 % |

|  | 26.84 % |

|  | 0.08 % |

|  | 3.38 % |

|  | 0.28 % |

|  | 1.49 % |

|  | 1.00 % |

|  | 0.08 % |

|  | 0.03 % |

|  | 5.09 % |

|  | 0.03 % |

|  | 98.49 % |

|  | 1.51 % |

|  | 60.51 % |

|  | 39.49 % |

#### Ayuntamiento de Escobedo
|  | 14.75 % |

|  | 42.68 % |

|  | 0.06 % |

|  | 0.11 % |

|  | 38.01 % |

|  | 0.28 % |

|  | 0.50 % |

|  | 0.11 % |

|  | 0.06 % |

|  | 1.84 % |

|  | 0.00 % |

|  | 99.39 % |

|  | 0.61 % |

|  | 76.74 % |

|  | 23.26 % |

#### Ayuntamiento de Frontera
|  | 55.30 % |

|  | 36.93 % |

|  | 1.63 % |

|  | 1.70 % |

|  | 1.43 % |

|  | 0.35 % |

|  | 0.30 % |

|  | 0.05 % |

|  | 0.03 % |

|  | 98.31 % |

|  | 1.69 % |

|  | 55.38 % |

|  | 44.62 % |

#### Ayuntamiento de Monclova
|  | 50.56 % |

|  | 39.17 % |

|  | 1.33 % |

|  | 0.50 % |

|  | 2.84 % |

|  | 0.56 % |

|  | 0.08 % |

|  | 0.55 % |

|  | 0.03 % |

|  | 0.03 % |

|  | 0.61 % |

|  | 0.08 % |

|  | 97.02 % |

|  | 2.98 % |

|  | 49.77 % |

|  | 50.22 % |

### La Laguna

#### Ayuntamiento de Francisco I. Madero
|  | 20.53 % |

|  | 44.94 % |

|  | 5.50 % |

|  | 11.39 % |

|  | 2.91 % |

|  | 0.84 % |

|  | 1.44 % |

|  | 0.90 % |

|  | 5.05 % |

|  | 1.55 % |

|  | 1.82 % |

|  | 0.48 % |

|  | 97.39 % |

|  | 2.61 % |

|  | 64.14 % |

|  | 35.86 % |

#### Ayuntamiento de Matamoros
|  | 5.60 % |

|  | 47.83 % |

|  | 1.77 % |

|  | 0.81 % |

|  | 1.67 % |

|  | 1.39 % |

|  | 2.47 % |

|  | 0.77 % |

|  | 32.02 % |

|  | 0.31 % |

|  | 2.79 % |

|  | 1.23 % |

|  | 97.58 % |

|  | 2.42 % |

|  | 63.06 % |

|  | 35.42 % |

#### Ayuntamiento de San Pedro de las Colonias
|  | 11.17 % |

|  | 40.85 % |

|  | 28.54 % |

|  | 0.27 % |

|  | 1.71 % |

|  | 10.29 % |

|  | 1.29 % |

|  | 0.76 % |

|  | 0.77 % |

|  | 0.85 % |

|  | 0.41 % |

|  | 0.07 % |

|  | 0.25 % |

|  | 97.39 % |

|  | 2.61 % |

|  | 64.08 % |

|  | 35.91 % |

#### Ayuntamiento de Torreón
|  | 44.69 % |

|  | 44.08 % |

|  | 2.74 % |

|  | 0.60 % |

|  | 0.80 % |

|  | 2.77 % |

|  | 0.12 % |

|  | 0.66 % |

|  | 0.21 % |

|  | 0.69 % |

|  | 0.31 % |

|  | 0.14 % |

|  | 0.13 % |

|  | 97.07 % |

|  | 2.93 % |

|  | 53.75 % |

|  | 46.26 % |

#### Ayuntamiento de Viesca
|  | 7.21 % |

|  | 49.64 % |

|  | 1.46 % |

|  | 0.22 % |

|  | 0.30 % |

|  | 0.51 % |

|  | 37.29 % |

|  | 0.86 % |

|  | 0.93 % |

|  | 0.32 % |

|  | 0.02 % |

|  | 98.66 % |

|  | 1.34 % |

|  | 71.32 % |

|  | 28.67 % |

### Región Sureste

#### Ayuntamiento de Arteaga
|  | 28.41 % |

|  | 56.67 % |

|  | 0.72 % |

|  | 0.18 % |

|  | 2.55 % |

|  | 0.56 % |

|  | 0.77 % |

|  | 4.99 % |

|  | 1.22 % |

|  | 0.80 % |

|  | 0.54 % |

|  | 0.09 % |

|  | 98.02 % |

|  | 1.98 % |

|  | 65.63 % |

|  | 34.38 % |

#### Ayuntamiento de General Cepeda
|  | 39.17 % |

|  | 49.82 % |

|  | 5.50 % |

|  | 0.37 % |

|  | 0.63 % |

|  | 0.29 % |

|  | 0.49 % |

|  | 0.15 % |

|  | 0.14 % |

|  | 0.08 % |

|  | 0.02 % |

|  | 98.17 % |

|  | 1.83 % |

|  | 71.00 % |

|  | 29.00 % |

#### Ayuntamiento de Parras
|  | 11.21 % |

|  | 24.77 % |

|  | 0.67 % |

|  | 43.02 % |

|  | 17.21 % |

|  | 0.54 % |

|  | 0.20 % |

|  | 0.22 % |

|  | 1.25 % |

|  | 0.01 % |

|  | 0.03 % |

|  | 98.69 % |

|  | 1.31 % |

|  | 70.18 % |

|  | 29.81 % |

#### Ayuntamiento de Ramos Arizpe
|  | 40.34 % |

|  | 49.23 % |

|  | 0.65 % |

|  | 0.29 % |

|  | 7.34 % |

|  | 0.05 % |

|  | 0.13 % |

|  | 0.08 % |

|  | 0.05 % |

|  | 0.18 % |

|  | 0.02 % |

|  | 98.38 % |

|  | 1.62 % |

|  | 56.68 % |

|  | 43.32 % |

#### Ayuntamiento de Saltillo
|  | 48.05 % |

|  | 39.52 % |

|  | 2.12 % |

|  | 0.72 % |

|  | 1.56 % |

|  | 0.28 % |

|  | 0.61 % |

|  | 4.61 % |

|  | 0.14 % |

|  | 0.14 % |

|  | 0.11 % |

|  | 96.91 % |

|  | 3.09 % |

|  | 46.24 % |

|  | 53.76 % |

### Candidatos electos
| Municipio                 | Candidato electo                  | Partido/Coalición |
| ------------------------- | --------------------------------- | ----------------- |
| Abasolo                   | Tomás Lerma Ortiz                 |                   |
| Acuña                     | Evaristo Lenin Pérez Rivera       |                   |
| Allende                   | Luis Reynaldo Tapia Valádez       |                   |
| Arteaga                   | José Luis Durán Flores            |                   |
| Candela                   | Roberto Ariel Tijerina            |                   |
| Castaños                  | José Isabel Sepúlveda Elías       |                   |
| Cuatrociénegas            | Miguel Guevara Cantú              |                   |
| Escobedo                  | José Martínez Arriaga             |                   |
| Fco I. Madero             | David Gustavo Flores Levenant     |                   |
| Frontera                  | Amador Moreno                     |                   |
| General Cepeda            | Rodolfo Zamora Rodríguez          |                   |
| Guerrero                  | Antonio Castillón Flores          |                   |
| Hidalgo                   | Sergio Luévano                    |                   |
| Jiménez                   | Salvador Ricardo Lozano Arizpe    |                   |
| Juárez                    | Carlos Alberto Chacón Madrid      |                   |
| Lamadrid                  | Víctor Enrique Rivera             |                   |
| Matamoros                 | Raúl Onofre Contreras             |                   |
| Monclova                  | Gerardo García Castillo           |                   |
| Morelos                   | Juan Gabriel Garza                |                   |
| Múzquiz                   | Luis Fernando Santos Flores       |                   |
| Nadadores                 | Ismael Aguirre Rodríguez          |                   |
| Nava                      | Ana Gabriela Fernández Osuna      |                   |
| Ocampo                    | José Alfonso Pecina               |                   |
| Parras                    | Jorge Dávila Peña                 |                   |
| Piedras Negras            | Fernando Purón Johnston           |                   |
| Progreso                  | Abel Alejandro Garza Medellín     |                   |
| Ramos Arizpe              | Ricardo Flavio Aguirre Gutiérrez  |                   |
| Sabinas                   | Ignacio Lenin Flores              |                   |
| Sacramento                | Juan Antonio Velasco Lozano       |                   |
| Saltillo                  | Isidro López Villarreal           |                   |
| San Buenaventura          | Óscar Flores Lugo                 |                   |
| Nueva Rosita              | César Alfonso Gutiérrez           |                   |
| San Pedro de las Colonias | Juan Francisco González Gonzales  |                   |
| Sierra Mojada             | Jesús Fernando Villalobos Sánchez |                   |
| Torreón                   | Miguel Ángel Riquelme Solís       |                   |
| Viesca                    | Marcelo Quirino López             |                   |
| Villa Unión               | Ezequiel Fuentes Muñoz            |                   |
| Zaragoza                  | Leoncio Martínez Sánchez          |                   |